# Славомир (князь ободритів)
Славомир (*д/н —821) — верховний князь ободритів у 810—819 роках.

## Життєпис
Походив з династії Віцлава. Син Віцана (Віцлава II), верховного князя ободритів. Про молоді роки Славомира замало відомостей. У 810 році було вбито його брата Дражко, верховного князя ободритів. Скориставшись тим, що його небіж (син Дражко) перебував у данів як заручник, Славомир домігся оголошення себе новим верховним князем.
Славомир визнав зверхність імператора франків Карла Великого. Допомагав останньому в захисті північних кордонів від данів, а також у збереження контролю імперії над північними саксами. У 812 році разом з франками Славомир брав участь у походів проти велетів, одного з племені лютицького племінного союзу.
У 814 році скориставшись смертю імператора Карла Великого частина племен Ободрицького союзу виступили за розрив з франками. Втім проти цього виступив Славомир. В результаті розпочалася війна між прихильниками обох напрямків. Славомир не міг дати цьому ладу. У 816 році вороги останнього звернулися до імператора франків Людовика Благочестивого з прохання поставити на трон ободритів Чедрага. У 817 році Славомир вимушений був розділити владу з небожем Чедрагом.
Невдоволений Славомир вирішив виступити проти франків. Спочатку уклав союз з данами, потім звернувся до північних саксів. Разом з обома племенами виступив у 818 році проти імператорської влади, але не зміг захопити важливу фортецю Езесфельдобург. Невдовзі війська франків перемогли Славомира та його союзників. Славомир потрапив у полон, його відправлено у заслання. Замість нього новим князем ободритів став Чедраг.
У 821 році імператор Людовик невдоволений діяльністю князя Чедрага, спрямував проти останнього Славомира, але той в дорозі помер, десь в Саксонії. За низкою свідчень перед смертю хрестився.